# Knud Ove Hilkier
Knud Ove Hilkier, född 20 november 1884, död 24 oktober 1953, var en dansk konstnär.
Knud Ove Hilkiers studier vid Kunstakademiet 1902–1907 leddes av Viggo Johansen, vars dämpade färgsyn påverkade hans första produktion, såsom de 1908 och 1909 utställda, ömsint utförda och karakteriserade porträtten av föräldrarna. Intresset för modellernas psykologi dröjde kvar i många senare porträtt, även sedan Hilkier omkring 1920 börjat arbeta med bredare, klangfullare färgverkningar. En bild av impulsivt spelande ögonblickliv, men både godmodighet och lynne, är porträttet av Victor Kuhr, som 1934 målades i en munter pratstund. Hilkier har även målat andra motiv som friluftsmotiv, köksinteriörer och religiösa kompositioner, där den harmoniska uppbyggnaden av form och färg är ledande. Ett huvudarbete med ganska symmetriskt linjespel är den stora duken Golgata (1926–1927) i Gustafskyrkan i Köpenhamn, där förgrunden upptas av en pietàgrupp, gripande genom sin frasfria framställning av den döde Kristus. Till favoritmotiven hör nakna, kvinnliga modeller i friluft mot grönska med ett rikt spel av sol och skugga, som återgivits med livfullt borstande, bred pensel. Hilkier hörde till Charlottenborgsutställarna.